# Ben Nosa Ehis
Ben Nosa Ehis (* 9. September 1999 in Viersen) ist ein deutscher Amateurboxer im Halbschwergewicht (bis 80 kg). Er ist mehrfacher Deutscher Meister, internationaler Medaillengewinner und gehört zum Perspektivkader des Deutschen Boxsport-Verbands (DBV).

## Leben
Ben Nosa Ehis wuchs in Willich-Schiefbahn auf und begann vergleichsweise spät mit dem Boxsport. Seit 2020 trainiert er am Olympiastützpunkt Köln und kämpft seitdem erfolgreich auf nationaler und internationaler Ebene. Seit 2022 ist er Mitglied der Sportfördergruppe der Bundeswehr und des Perspektivkaders des DBV. Er ist offiziell als Bundeskaderathlet gelistet und ist fester Bestandteil des deutschen Nationalteams. Neben seiner sportlichen Laufbahn engagiert er sich für mentale Stärke und Disziplin im Sport und ist Vorbild für viele junge Athleten.

## Sportliche Karriere
Ehis ist mehrfacher Deutscher Meister der Eliteklasse (2022, 2023) und gewann u. a. Gold beim Eindhoven Cup 2023. In seiner Laufbahn sicherte er sich zudem mehrere internationale Medaillen, u. a. in den USA, England und den Niederlanden.
Er erreichte zwei fünfte Plätze bei Europameisterschaften: 2021 bei der U22 in Italien und 2022 bei der Elite-EM in Armenien. 2024 wurde er Deutscher Hochschulmeister. Beim renommierten Cologne Boxing World Cup gewann er dreimal Bronze (2020, 2021, 2023). 2024 holte er Bronze beim World Boxing Cup in Sheffield (England).